# Пекос (Њу Мексико)
Пекос (енгл. Pecos) град је у америчкој савезној држави Њу Мексико.

## Демографија
По попису из 2010. године број становника је 1.392, што је 49 (-3,4%) становника мање него 2000. године.
| Група             | 2000.         | 2010.         |
| Белци             | 258 (17,9%)   | 244 (17,5%)   |
| Афроамериканци    | 3 (0,2%)      | 13 (0,9%)     |
| Азијати           | 0 (0,0%)      | 5 (0,4%)      |
| Хиспаноамериканци | 1.154 (80,1%) | 1.110 (79,7%) |
| Укупно            | 1.441         | 1.392         |